# Ռ
La Ռ, minuscolo ռ, è la ventottesima lettera dell'alfabeto armeno. Il suo nome è ռա, ṙa (armeno classico e orientale: [rɑ], armeno occidentale: [ɾɑ]).
Rappresenta foneticamente:
- in armeno classico e orientale la consonante vibrante alveolare [r][1]
- in armeno occidentale la consonante monovibrante alveolare aspirata [ɾ].

## Codici
- Unicode:
  - Maiuscola Ռ : U+054C
  - Minuscola ռ : U+057C